# Jaignes
Jaignes is een gemeente in het Franse departement Seine-et-Marne (regio Île-de-France) en telt 310 inwoners (1999). De plaats maakt deel uit van het arrondissement Meaux.

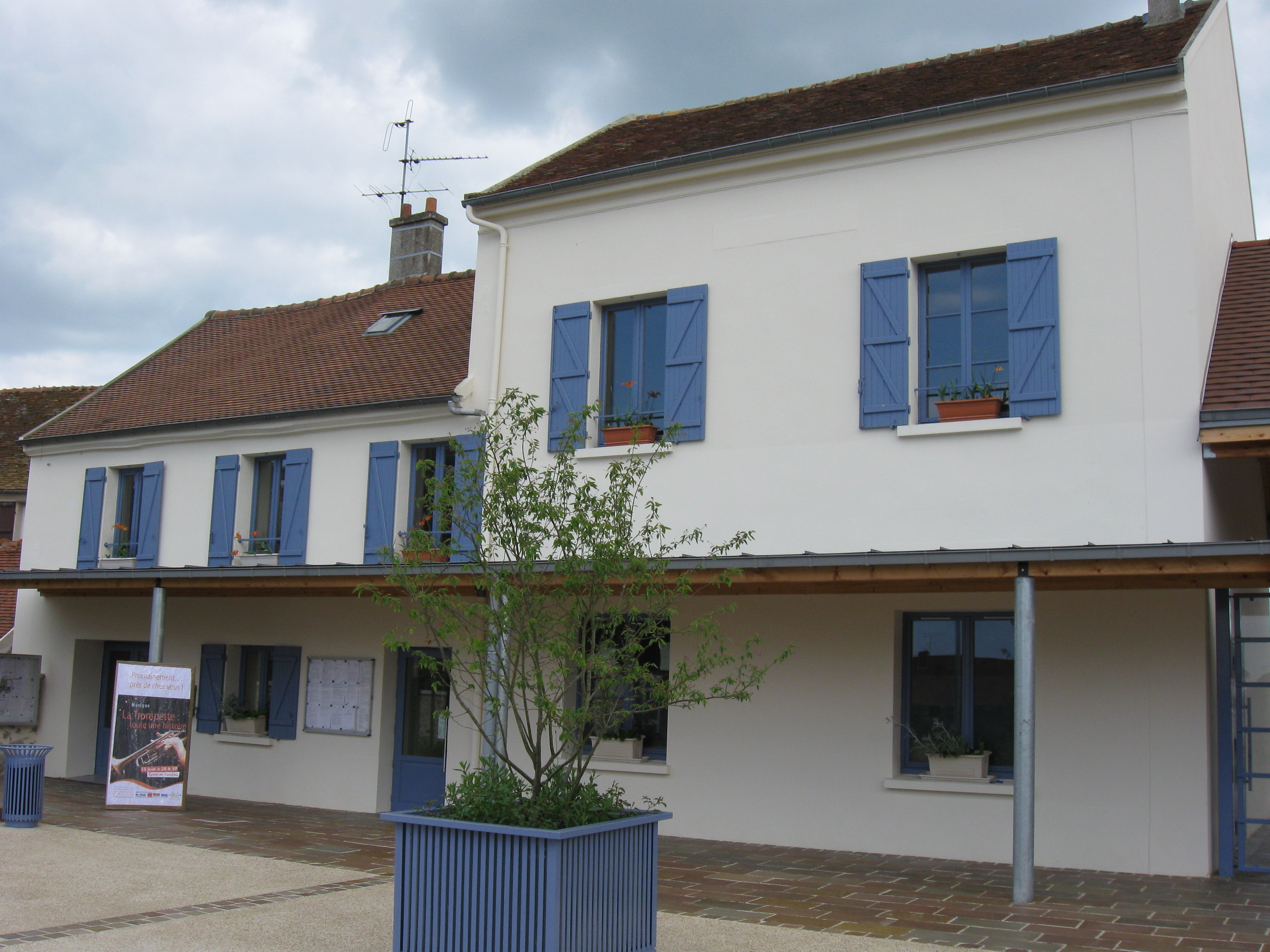
Gemeentehuis
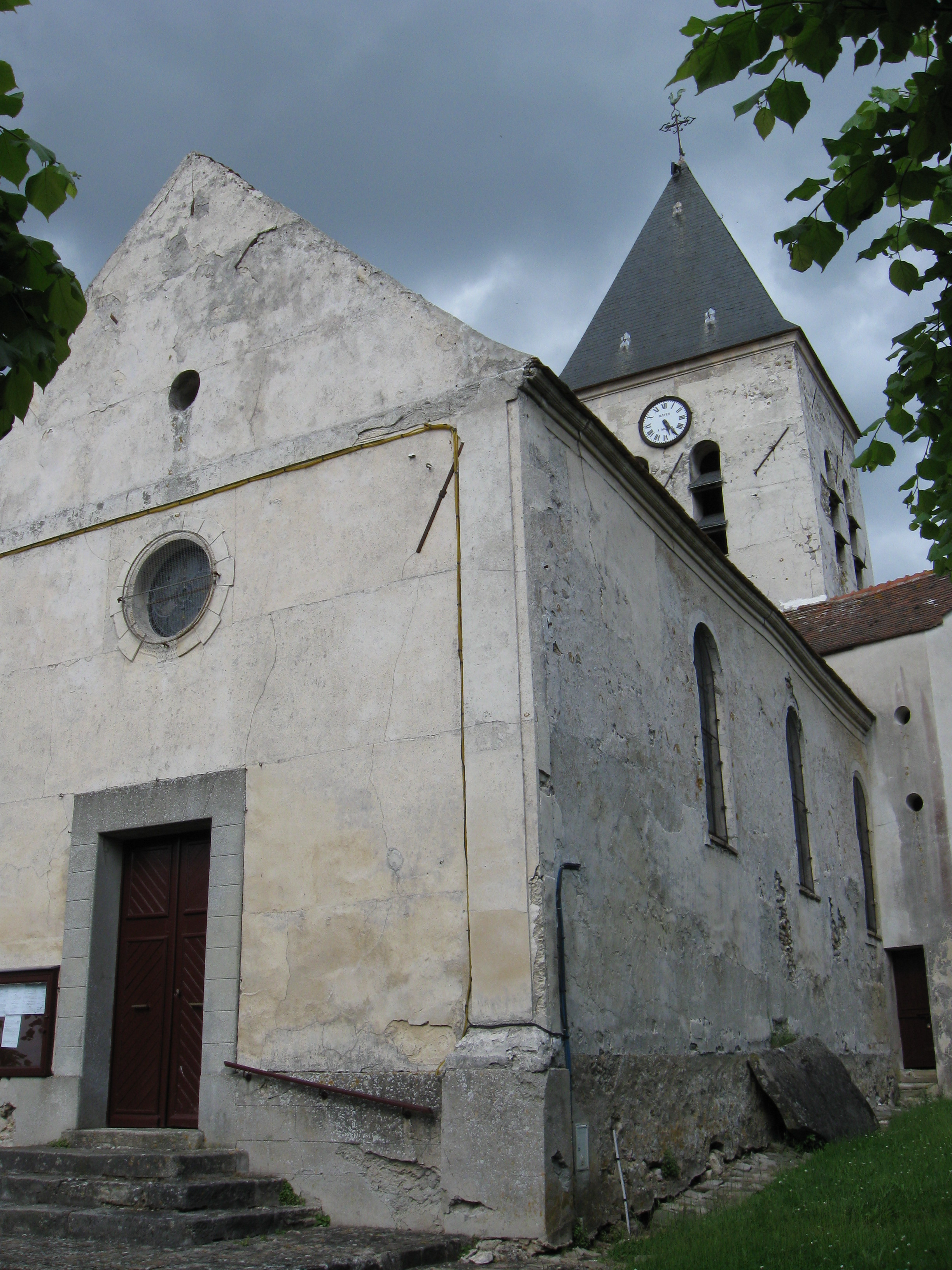
Kerk van Jaignes

## Geografie
De oppervlakte van Jaignes bedraagt 10,0 km², de bevolkingsdichtheid is 31,0 inwoners per km².
De onderstaande kaart toont de ligging van Jaignes met de belangrijkste infrastructuur en aangrenzende gemeenten.

## Demografie
Onderstaande figuur toont het verloop van het inwonertal (bron: INSEE-tellingen).